# 哥特金属
哥德金属（英語：Gothic metal）是重金属音乐分支，融合了哥德摇滚的黑暗抑郁与重金属的侵略性。哥德金属诞生于20世纪90年代初的欧洲，由死亡厄运金属发展而来。哥德金属音乐按照所融合的重金属乐的不同类型，也有不同分类。歌词上，既有哥德小说式的，也有描述个人经历的，极富戏剧性并充满悲伤与感悟。
哥德金属的先驱，包括来自英格兰北部的Paradise Lost、My Dying Bride、Anathema，来自美国的Type O Negative，来自瑞典的Tiamat和来自荷兰的The Gathering。挪威乐队Theatre of Tragedy开创了“美女与野兽”的风格，将侵略性的男声和女声清嗓结合，这种鲜明的对比从此被诸多哥德金属乐队采用。90年代中期，Moonspell和Cradle of Filth在黑金属中加入了哥特元素。90年代末，在Tristania和Within Temptation的带动下，哥德金属出现了向交响金属发展的方向。
进入21世纪，哥德金属在欧洲已进入主流，尤其是在芬兰，诸如The 69 Eyes、Entwine、HIM、Lullacry、Poisonblack、Sentenced等乐队均创造了排行榜热门歌曲和畅销专辑。尽管如此，在美国，只有很少乐队，比如HIM、Lacuna Coil、Evanescence、Cradle of Filth取得了商业成功。在中国，哥德金属同其他重型音乐一样主要靠地下传播，其中Lacrimosa是最受中国乐迷欢迎的乐队，而Evanescence是唯一一支在中国大陆有主流发行渠道的乐队。中国本土的哥特金属也相当弱势，仅有Dengel、寂静的幽怨等为数不多的几支乐队选择了这一乐风。此外，香港本地也有哥德金屬的樂隊存在，分別有古幽靈,Chimeras和Amnesia。

## 词源
“哥特”一词引入重金属音乐领域可追溯到1991年，Paradise Lost的专辑《Gothic》的发行。从此，乐迷之间便经常争论“哪些乐队是真正的哥特，哪些乐队不是”。一些音乐家也加入了这一行列，After Forever、HIM、Nightwish的成员都曾表示自己的音乐不应被贴上“哥特”的标签。

## 特征

### 音乐
哥特金属在音乐上的基本特点是其黑暗氛围。“黑暗”一词常被用来形容哥特音乐，类似的词还有“深邃”、“忧郁”、“浪漫”、“激情”、“剧烈”等。哥特金属可描述为“哥特摇滚的黑暗忧郁与重金属乐的结合”。Allmusic则将该音乐风格定义为“哥特摇滚的苍凉冰冷氛围与重金属侵略性的吉他轰鸣”间的融合。Allmusic还进一步指出“纯正的哥特金属都受到哥特摇滚的直接影响——飘渺的合成器之声以及鬼魅的音律架构，在重要性上不亚于吉他riff”。
哥特金属因乐队追寻的方向不同而呈现出多样性，既有“缓慢极具压迫性的”，又有“交响般恢弘壮阔的”。具有厄运金属背景的Paradise Lost、My Dying Bride开创了这一风格，接过他们旗帜的有Ava Inferi、Draconian。Cradle of Filth、 Theatres des Vampire以及Moonspell领军哥特黑金属，后起之秀有Graveworm、Trail of Tears等。Tritania、Within Temptation将交响金属引入哥特领域，Epica、Sirenia、After Forever同属此列。其他方向如与旋律死亡金属结合的Crematory、Dark the Suns，与民谣金属结合的Midnattsol，与工业金属结合的Deathstars、Gothminister，与另类金属结合的Katatonia等。

### 唱腔
哥特金属所运用的唱腔也多种多样。男声方面，既有Dani Filth（Cradle of Filth）、 Morten Veland（Sirenia）这样的黑嗓和死嗓，也有Østen Bergøy（Tritania）这样的假声男高音，以及Peter Steele（Type O Negative）这样的男低音。女声方面，同样有如Cadaveria这样的嘶吼与咆哮，也有Lullacry主唱Tanja Lainio似的流行女声，以及Tritania的Vibeke Stene这样的歌剧女高音。在哥特金属领域的女主唱数量，要远远多于别的金属乐类型中的女性，但这并不意味着“女声金属”和“哥特金属”间可以划等号。Theatre of Tragedy以及Leaves' Eyes的女主唱Liv Kristine就谈到“哥特”的标签常常被误用，“并不是每个有女主唱的乐队都是哥特乐队”。不过，哥特金属的确是金属乐中女性乐迷最多的一类。

### 歌词
哥特金属的歌词以“史诗”、“戏剧化”的特点著称。根植于厄运金属的三支英国的奠基乐队，歌词充满着悲伤与抑郁。My Dying Bride的音乐被形容为“诉说着种种欺诈与罪孽的迷人歌词，将背叛与痛苦一滴一滴浸入心口”。Anathema的歌词着重于自杀和无意义的人生，Paradise Lost则从未让他们的“抑郁之地”失落。
哥特小说是一种融合了恐怖小说与骑士文学特点的文学类型，它成为了诸如Cadaveria、Cradle of Filth、Moonspell、Theatres des Vampires、Xandria此类哥特金属乐队创作的灵感源泉。Allmusic的评论家Eduardo Rivadavia将戏剧性的哀伤之美视作这一类型的必备要素。在My Dying Bride的歌词中，“死亡、苦痛、失去爱人”这样的主题从不同角度反复的被诠释。“失去爱人”这个常见的哥特主题，在Theatre of Tragedy、Leaves' Eyes等乐队的作品中也有体现。
基于个人情感经历的歌词在许多哥特金属乐队中同样常见，如Anathema、Elis、Tiamat、Midnattsol、The Old Dead Tree。Graveworm的歌词也从早期的奇幻故事转至现在的个人情感经历，因为他们发觉这更适合他们的音乐。意大利乐队Lacuna Coil同样不采用任何奇幻内容或是现实中不存在的东西， 女主唱Cristina Scabbia表示这是为了让人们更好的建立与歌词间的联系。类似的， Lullacry也在歌词中描写“爱、恨、激情、痛苦”等主题，因为这样的歌词更容易打动人心。

## 发展历史
哥特金属的出现要追溯到20世纪90年代初，英格兰北部的Paradise Lost、My Dying Bride与Anathema掀起的潮流。这三支乐队同时也催生了死亡厄运金属，哥特金属因此与死亡厄运金属有着密切的联系。三支乐队均签约于Peaceville Records唱片公司，被称为“ Peaceville三巨头”。来自哈利法克斯的Paradise Lost，1990年的首张专辑《Lost Paradise》对死亡厄运金属做了很好的定义，1991年的次张专辑《Gothic》加入了零星的键盘与女声点缀，在氛围上制造出些许差异，形成了哥特金属。Paradise Lost的前五张专辑，被形容为“一只深爱着Sisters Of Mercy的乐队演奏着黑暗时期Metallica的作品”，他们“最早播下了哥特的种子，才有了近年来其他乐队的收割”。同样来自哈利法克斯的My Dying Bride在1993年的专辑《Turn Loose the Swans》中，加入了小提琴，这一创造性的做法进一步增添了暗色浪漫，也启迪了诸多后来者。来自利物浦的Anathema，在发出了死亡厄运金属之声后，走得更远。从1995年的第二张专辑《The Silent Enigma》开始，Anathema进行了音乐上的探索，不再局限于传统死亡厄运金属领域。评论家甚至拿他们和Pink Floyd做比较。到了1996年的第三张专辑《Eternity》，Anathema甚至转向用清嗓演唱。他们这种营造悲伤大气氛围又不失哥特背景的主流摇滚姿态，对后来的主流哥特金属乐队，产生了深远影响。
美国的Type O Negative、瑞典的Tiamat、荷兰的The Gathering则是哥特金属在英国以外地区的先行者。Type O Negative的音乐源于死亡金属和鞭笞金属。在1993年的专辑《Bloody Kisses》中，他们引入了一些哥特摇滚的元素，歌词中也充斥着“性、死亡、基督、吸血鬼”等内容。哥特金属从此在北美地区受到了关注。Tiamat早在1988年就开始了活动，那时他们做的是纯正的死亡金属。在1992年的专辑《Clouds》中，Tiamat降低了音乐的速度性而加强了旋律与氛围。到了1994年的《Wildhoney》，他们的转变更为明显与彻底：插入的原声吉他、呢喃耳语、天使般的合唱与失真的吉他、咆哮的死嗓形成强烈对比冲击，所营造的哥特氛围深深影响了后来的北欧乐队。The Gathering则是第一支配备了女主唱的哥特金属乐队，以Bart Smits的死嗓为主，辅以女主唱的吟唱，形成了具有黑暗根源的中板哥特厄运金属。然而早期几个女主唱均无法达到乐队期望制造的效果，直到第三张专辑《Mandylion》中Anneke van Giersbergen的出现。Anneke用她的声音将The Gathering带向了巅峰，也启迪了一大批荷兰以及欧洲其他地区女声哥特金属乐队。
葡萄牙的Moonspell和英国的Cradle of Filth最早将黑金属与哥特金属进行了融合。Moonspell的早期作品以葡萄牙的乡野传说为背景，将浓郁的民族元素与极端金属结合，以Riff和键盘制造出独特忧郁氛围的恶魔之声。首张专辑《Wolfheart》出现了狼人、吸血鬼等主题的歌曲，次张专辑《Irreligious》进一步强化了哥特意味。凭着这两张专辑，Moonspell奠定了在欧洲哥特金属浪潮中的地位。Cradle of Filth则从成立之初便做着具有独特扭曲美感的哥特黑金属音乐。从1994年的首张专辑《The Principle of Evil Made Flesh》开始，由键盘演绎的前奏、不时插入的歌剧女声以及Dani Filth扭曲的嗓音和用黑与血编织的浪漫诗句就成了乐队的标志。1996年的第二张专辑《Dusk... and Her Embrace》更是一张“令人毛骨悚然的哥特史诗”，其中《Gothic Romance》一曲成为哥特黑金属的代表作。
“美女与野兽”是指天籁般的女声与侵略性的死嗓对比产生的美学体验。这种技巧虽然Paradise Lost和The Gathering早已采用，但直到1995年挪威乐队Theatre of Tragedy才推出了完全“美女与野兽”式的全长专辑《Theatre of Tragedy》。随后他们又推出了《Velvet Darkness They Fear》和《Aégis》，赞誉不绝。在《Aégis》中他们进行了一些新鲜的尝试，最显著的便是Raymond Rohonyi放弃了死嗓而代之以念白与呢喃耳语，这造就了另一种对比的美学体验。90年代末，越来越多的乐队开始采用侵略性男声与天籁女声的技巧，仅挪威就又涌现出Tristania、Trail of Tears、The Sins of Thy Beloved三支乐队。Tristania除了“美女与野兽”之外，还加入了男声清嗓，进一步丰富了作品带来的听觉体验。此外，Tristania还加入了管风琴、小提琴等交响元素，引领了此后的交响哥特金属浪潮。在“美女与野兽”的推动下，涌现了一大批极具代表性的女性金属乐主唱。
尝试在哥特金属中加入交响元素的不只是Tristania，来自荷兰的Within Temptation也为交响哥特的普及与推广做出了巨大贡献。成立于1996年的Within Temptation，最初做的是Sharon den Adel与Robert Westerholt构成的“美女与野兽”式哥特金属。在2000年的第二张专辑《Mother Earth》中，他们去除掉了死嗓，仅保留Sharon的天籁之音，同时加强了交响氛围，制造出极为优美动听的声音。2004年，他们凭《The Silent Force》将交响哥特金属推至一个新高度。这张专辑找来了整支交响乐团以及80人的唱诗班进行录制，充分展现了交响哥特金属的气势磅礴与华美壮丽。自此，不只是欧洲，整个世界都被这种重型吉他与交响女声的结合所征服。另一支荷兰乐队After Forever及其关联乐队Epica，不仅延续了Tritania式的交响化“美女与野兽”，还加入了前卫式的复杂编曲架构，奉献出一场场史诗般的交响盛宴。这些出色的交响哥特女声，成为了荷兰的骄傲。
哥特金属的风行使得一些原本做其他风格音乐的乐队也加入了进来。瑞士的Lacrimosa，最初做的是暗潮音乐。随着女声兼键盘手 Anne Nurmi的加入，他们尝试在原有风格的基础上引入了重型吉他以及古典乐器，形成了独有的兼具暗潮感和古典氛围的交响哥特金属。交响金属名团Therion，也在2007年推出了名为《Gothic Kabbalah》的专辑，展露出他们想和哥特金属接轨的想法。

## 混淆問題及分類方法
雖然此類金屬較其他類型金屬音樂的爭議性少，但明顯地，議論主要圍繞著以形象上演繹還是側重音樂上的演繹。
雖然哥特金属與其他金屬音樂有相似的地方，難以確認。但一致性的定律仍然存在。
1. 歌詞集中在宗教和神、地獄與天堂、愛、驚慌、絕望、 喪親、空虛和死亡。大部分的歌詞內容早在20世紀前定位了。
2. 主音多數有男主音和女主音，甚至兩者皆備。男主音帶有深厚的聲線或死腔（咆哮、呻吟、吱吱聲），女主音傾向於高音及似歌劇中的女歌手，同時衍生了劇院金屬。
3. 樂隊隊員身穿黑色緊身或闊袍衣衫，亦有成員面上化上濃妝，如塗上深刻的眼影。
4. 變化大的吉他聲及鼓聲往往獨立於歌唱之外，成為伴奏。
5. 有時哥特金属會與力量金屬和旋律金屬混為一談。

### 哥特金属樂團列表
- After Forever
- Anathema
- Atargatis
- Ava Inferi
- Beseech
- Cadaveria
- Cradle of Filth
- Crematory
- Crescent Lament
- Darkseed
- Deathstars
- Delain
- Delight
- Dimmu Borgir
- Draconian
- Drastique
- Dreams of Sanity
- Elis
- Entwine
- Epica
- Estatic Fear
- The Eternal
- Eternal Tears of Sorrow
- Evanescence
- Flowing Tears
- For My Pain...
- Forever Slave
- The Gathering
- Gothminister
- Graveworm
- HIM
- Katatonia
- Krypteria
- Lacrimas Profundere
- 安魂彌撒樂團（Lacrimosa）
- 時空飛鷹樂團（Lacuna Coil）
- Lake of Tears
- L'Âme Immortelle
- Leaves' Eyes
- Letzte Instanz
- Lullacry
- Madder Mortem
- Midnattsol
- Moi Dix Mois
- Moonspell
- Mortal Love
- Mortemia
- My Dying Bride
- Nemesea
- Nightfall
- Nightwish
- Paradise Lost (乐团)
- Poisonblack
- Sentenced
- Silentium
- Seraphim
- The Sins of Thy Beloved
- Sirenia
- Stream of Passion
- The 3rd and the Mortal
- The 69 Eyes
- Theatre of Tragedy
- Theatres des Vampires
- 聖獸樂團（Therion）
- The Rock Orchestra
- Tiamat
- To/Die/For
- Trail of Tears
- Tristania
- Type O Negative
- Unsun
- Virgin Black
- The Vision Bleak
- We Are the Fallen
- Within Temptation
- Xandria

## 參看
現時所謂流行的哥特樂團，均注入了以下各種特色來演繹。
1. 劇院金屬（Opera Metal）
2. 交響金屬（Symphonic Metal）
3. 死亡旋律金屬（Death Melodic Metal）
4. 死亡金屬（Death Metal）
5. 厄运金屬（Doom Metal）

## 外部連結
- Metal Observer（页面存档备份，存于）哥特金属樂團介紹
- Goth Metal World哥特金属樂團介紹[2]